# دیشب در سوهو (ترانه)
دیشب در سوهو (به انگلیسی: Last night in Soho) یک تک آهنگ از گروه پاپ انگلیسی دیو دی، دوزی، بیکی، میک و تیچ است؛ که توسط فونتانا در ۳۱ می ۱۹۶۸ ضبط و در تاریخ ۲۸ ژوئن ۱۹۶۸ منتشر شد. این آهنگ توسط کن هاوارد و آلن بلیکلی ترانه سرایان گروه نوشته شده بود. این آهنگ ادامه داشت؛ و به آهنگ «افسانه زانادو» رسید. این آهنگ با رتبه ۸ در جدول تک آهنگ‌های بریتانیا، بهترین رتبه گروه را کسب کرد؛ و یازده هفته در آن جایگاه باقی ماند.